# Tabularium Artis Asturiensis
El Tabularium Artis Asturiensis es un centro de investigación privado creado en 1947 por el que fue el último Cronista Oficial de Asturias, D. Joaquín Manzanares Rodríguez para el estudio del Arte y la Arqueología en Asturias. Su nombre se traduce del latín como "Archivo de Arte Asturiano". Es, sin lugar a dudas, una de las colecciones de carácter privado más importante de España y, sin duda, indispensable para conocer parte de la historia de la región.
Actualmente la dirección trata de lograr la colaboración del Gobierno del Principado de Asturias para asegurar el futuro de la Institución, así de esta forma se vienen barajando futuras nuevas ubicaciones para el mismo; en un edificio próximo al monte Naranco o en Lugones, Siero entre otras propuestas.

## Fondo museístico
El fondo del centro de investigación está compuesto por unas 500 piezas que cubren el periodo comprendido desde el Paleolítico asturiano hasta el Barroco, así como 70.000 documentos reunidos por su fundador.
- Lápida prerrománica encontrada en la falda del Monsacro en 1800.
- Patena y jarrito visigodos encontrados en Llindes, Quirós.
- Piezas pertenecientes al entorno del "Paisaje Protegido del Cabo de Peñas".
- Portada de la antigua parroquia de San Juan en la, ahora, calle Schultz, de comienzos del siglo XII.
- Talla de la Virgen del siglo XVI.
- Cabeza de madera de un Cristo, rescatada de los escombros de un edificio en el entorno de la Catedral.
- 10 000 diapositivas sobre Asturias.
- Decenas de miles de fichas y otros documentos fotográficos.

## Méritos
Por Orden del Ministerio de Cultura del 23 de julio de 1998 se concedió el ingreso del Museo en la Orden Civil de Alfonso X El Sabio, en la categoría de Placa de Honor.
- Datos: Q6137858